# Carta para mí desde el 2086
«Carta para mí desde el 2086» es una canción compuesta por el músico argentino Fito Páez e interpretada con Luis Alberto Spinetta en el álbum doble conjunto La la la de 1986, 20º álbum en el que tiene participación decisiva Spinetta y tercero de la carrera de Páez. El álbum fue calificado por la revista Rolling Stone y la cadena MTV como #61 entre los cien mejores discos de la historia del rock nacional argentino.
Interpretado por Fito Páez (teclados y primera voz), Luis Alberto Spinetta (voz y guitarra eléctrica), Daniel Wirzt (batería) y Fabián Llonch (bajo).

## Contexto
El álbum La la la fue el resultado de la colaboración musical de dos de los más conocidos exponentes del rock nacional argentino, Luis Alberto Spinetta y Fito Páez. En el momento de la grabación Spinetta tenía 36 años y era una figura consagrada con diecinueve álbumes grabados, en tanto que Páez tenía 23 años y tenía sólo dos álbumes en solitario.
La colaboración de dos figuras para sacar un álbum conjunto, como hicieron Spinetta y Páez en 1986, fue un hecho inusual en el rock nacional argentino. Argentina transitaba el tercer año de democracia luego de la caída de la última dictadura. En ese contexto democrático el rock nacional, que había aparecido en los años finales de la década de 1960, se estaba masificando y desarrollaba nuevas sonoridades, a la vez que ingresaba una nueva generación.
La asociación entre Spinetta y Páez canalizó precisamente ese encuentro entre la generación que fundó el rock nacional y la segunda generación marcada por la Guerra de Malvinas (1982) y la recuperación de la democracia (1983).

## El tema
El tema es el 11º track y primero del Disco 2 (primero del lado A) del álbum doble La la la. Se trata de una canción sombría, llena de disonancias y ruidos, apoyada en la reiteración de dos acordes (mi menor séptima y mi menor sexta), en la que se destaca el sonido despersonalizado del bajo.
La letra, como lo indica el título, es una carta que Fito Páez se manda a sí mismo desde el futuro, exactamente cien años después, donde es un cantante de cabaret que por las noches canta el tango "Malena". La carta alude a una serie de catástrofes:

Ya pasaron las bombas
el hambre y el tren.
Aquí en Baires las cosas no marchan bien.
"Carta para mí desde 2086" (fragmento)

El tono oscuro del tema se relaciona con su canción "Del 63" donde dice:

El siglo se muere y no cambia más,
está agonizando en cualquier hospital,
nosotros tenemos la culpa y hay que solucionarlo
"Del 63" (fragmento), Fito Páez